# Público (Portugal)

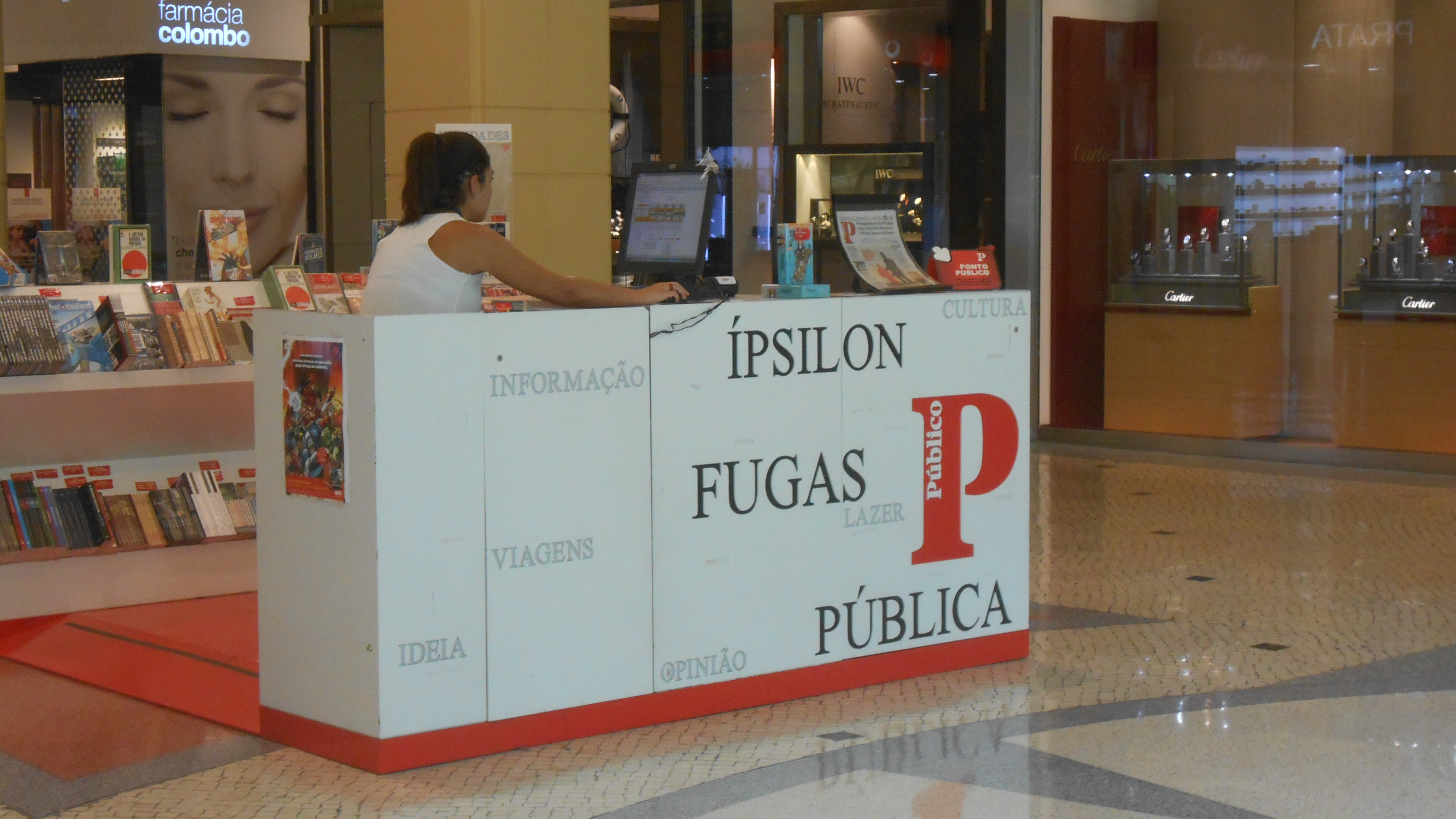
Stand des Público im Einkaufszentrum Colombo, Lissabon (August 2014)

Público ist eine portugiesische Tageszeitung, die in Lissabon, Porto, Coimbra und Braga mit unterschiedlichen Lokalteilen erscheint.
Sie wurde 1989 als gemeinsames Projekt einer Gruppe portugiesischer Journalisten und der Investorengruppe Sonae gegründet. Mit einer täglichen verbreiteten Auflage von etwa 32.200 Exemplaren (2015) gehört sie zu den bedeutendsten Zeitungen Portugals. Im Vergleich zu Deutschland, mit einer über achtmal größeren Bevölkerung, ist die verkaufte Auflage beachtlich, sie entspräche dort einer Zahl von 260.800.
Hervorstechend unter den portugiesischen Tageszeitungen ist Público sowohl wegen des anspruchsvollen Inhalts als auch der sorgfältigen Recherche sowie ausführlicher internationaler Nachrichten. Zu nennen sind auch die Reisebeilage Fugas und die Kulturbeilage Ípsilon.
Die Zeitung verfügt zudem über eine Onlineausgabe.